# Model kosmologiczny
Model kosmologiczny – matematyczny i fizyczny model Wszechświata. Termin ten najczęściej jest rozumiany jako zbiór równań matematycznych opisujących lokalną budowę i ewolucję Wszechświata na podstawie różnych hipotez przyjmowanych w kosmologii. Poprawność danego modelu kosmologicznego weryfikuje się poprzez obserwacje astronomiczne i eksperymenty.
W szerszym znaczeniu model kosmologiczny to model opisujący globalny kształt Wszechświata.
Do najbardziej znanych modeli wszechświata w sensie lokalnym należą:
– Modele typu Friedmana-Lemaître’a-Robertsona-Walkera, w których jest możliwe definiowanie współrzędnych współporuszających się, aby możliwe było określenie pojęcia czasu kosmicznego, mimo iż ma ono charakter bardziej teoretyczny niż praktyczny. Nie można mówić o zmianach Wszechświata w czasie bez definicji czasu kosmicznego. Modele te są jednorodne i izotropowe w każdym „momencie” czasu. Oznacza to, że w ustalonej „chwili” krzywizna przestrzeni jest wszędzie taka sama. Przykładami takich modeli są:
* model kosmologiczny Friedmana, w którym jest tylko materia, a stała kosmologiczna jest równa zero,
* model Einsteina, w którym oprócz materii jest stała kosmologiczna większa od zera i tak dobrana, aby model ten był statyczny. Ponieważ stała Hubble’a jest w nim równa zero, model ten jest niestabilny,
* model de Sittera, w którym nie ma materii, lecz jedynie dodatnia stała kosmologiczna, przez co rozszerza się on w sposób wykładniczy,
* model Friedmana-Lemaître'a (z materią i stałą kosmologiczną); przykładem jest model Eddingtona-Lemaître'a, który początkowo zachowuje się jak model Einsteina, a następnie jak model de Sittera,
* model Einsteina-de Sittera, który jest płaskim modelem kosmologicznym Friedmana,
* model Milne'a, czyli model pustego wszechświata (bez materii i stałej kosmologicznej).
– Model stanu stacjonarnego Bondiego, Golda i Hoyle’a, oparty na założeniu, że parametry opisujące Wszechświat nie zmieniają się ani w czasie, ani w przestrzeni. W modelu tym nie ma końca ani początku Wszechświata, a materia tworzy się „z niczego”. Model ten nie tłumaczy właściwości mikrofalowego promieniowania tła i jest powszechnie uważany za fałszywy. Jego nowszą wersją jest model stanu prawie-stacjonarnego (QSS) z 1993 roku.
Niektóre z modeli kosmologicznych nazywane są modelami gorącego Wszechświata, ponieważ przewidują zaistnienie Wielkiego Wybuchu. Pewne modele, takie jak model de Sittera nie przewidują Wielkiego Wybuchu.
Modelem najbardziej zgodnym z aktualnymi obserwacjami jest model Friedmana-Lemaître’a-Robertsona-Walkera, który jest prawie płaski i charakteryzuje się stałą kosmologiczną większą od zera.